# Барбара фон Вюртемберг
Барбара фон Вюртемберг (на немски: Barbara von Württemberg; * 4 декември 1593, Щутгарт, † 8 май 1627, Щутгарт) от Дом Вюртемберг (Стара линия Монбеляр), е чрез женитба маркграфиня на Баден-Дурлах.

## Произход
Тя е дъщеря на херцог Фридрих I фон Вюртемберг (1557 – 1608) и съпругата му Сибила фон Анхалт (1564 – 1614), дъщеря на княз Йоахим Ернст фон Анхалт от династията Аскани.

## Фамилия
Барбара се омъжва на 21 декември 1616 г. за маркграф Фридрих V фон Баден-Дурлах (1594 – 1659). Те имат децата:
- Фридрих VI (1617 – 1677), от 1659 г. маркграф на Баден-Дурлах
- Сибила (1618 – 1623)
- Карл Магнус (1621 – 1658)
- Барбара (1622 – 1639)
- Йохана (1623 – 1661), омъжена 1640 за шведския фелдмаршал Йохан Банер (1596 – 1641) и от 1648 за граф Хайнрих фон Турн († 1656)
- Фридерика (1625 – 1645)
- Христина (1626 – 1627)